# Estádio Internacional Faisal Al-Husseini
O Estádio Internacional Faisal Al-Husseini é um estádio de futebol situado na cidade de Jerusalém, na Cisjordânia, Palestina. É o estádio onde a seleção palestina manda seus jogos, e tem capacidade para 6.000 espectadores.
Em 26 de outubro de 26 de outubro de 2008 a seleção palestina jogou contra a Jordânia, em seu primeiro amistoso internacional disputado em casa nos 10 anos em que a seleção pertence à FIFA.